# Патеско
Родолфо Бартечко (Куритиба, 12. новембар 1910 — Рио де Жанеиро, 13. март 1988) најпознатији као Патеско, био је бразилски фудбалер који је играо на позицији нападача.
Пољског порекла, у каријери (1930 – 1943) је играо за Палмеирас, Форсу е Луз, Насионал (где је освојио првенство 1933) и Ботафого.
За репрезентацију Бразила учествовао је на светским првенствима 1934. и 1938. године. Умро је у 77. години.